# Основна музичка школа „Невена Поповић” Гроцка
Основна музичка школа „Невена Поповић” Гроцка започела је са радом 6. октобра 1988. године, као издвојено одељење Основне музичке школе „Владимир Ђорђевић” из Београда.
Школа од почетка школске 2017/2018. године, носи име Невене Поповић (1955—2016), пијанисткиње и професорке Факултета музичке уметности у Београду.
Настава се одвијала у Основној школи „Вучко Милићевић” (данас ОШ „Илија Гарашанин“) у Гроцкој. Радило је четири наставника инструменталне наставе – виолине, клавира, гитаре и хармонике и један наставних теоријских предмета, док је школу похађало око 60 ученика.
Од 11. новембра 1994. године, школа постаје самостална као Школа за основно музичко образовање „Др Милоје Милојевић”, под вођством директора Јадранке Црногорац. Повећава се број класа виолине, клавира, хармонике и гитаре, допуњујући се класама дувачких инструмената – флауте и кларинета. Следеће године, у октобру 1995. школа отвара издвојено одељење у Врчину, где за рад користи просторије Основне школе „Мирослав Јовановић Церовац” (данас ОШ „Свети Сава”), у којој се настава одржава до данашњих дана. Поред овог издвојеног одељења, у саставу школе је и одељење у Умчарима, у просторијама ОШ „Мића Стојковић”.
Школске 2007/08. године Основна музичка школа добила је зграду у Булевару револуције 19, која је уз адаптацију, прилагођена потребама музичке школе. На 180 квадратних метара школе простире се пет учионица за индивидуалну наставу, једна за наставу теоријских предмета, зборница (која је по потреби мала концертна сала), као и канцеларијске и пратеће просторије.
Школа је редовни учесник фестивала и такмичења, на којим су њени ученици остварили запажене резултате.